# 小林りん
小林 りん（こばやし りん、Lin Kobayashi、1974年10月29日 - ）は、日本の社会起業家である。学校法人ユナイテッド・ワールド・カレッジISAKジャパン（UWC ISAK Japan) 代表理事。

## 経歴

### 学歴
1990年に東京学芸大学教育学部附属小金井中学校を卒業後、東京学芸大学教育学部附属高等学校に入学。1991年に同校を中退し、ユナイテッド・ワールド・カレッジのカナダ校・ピアソン・カレッジに入学。1993年に同校を卒業（在学中に国際バカロレアディプロマ資格を取得）。1998年、東京大学経済学部を卒業（在学中は開発経済学を研究する中西徹助教授（当時）のゼミに所属）。2005年、スタンフォード大学の大学院で国際教育政策学修士号を取得。2017年イェール大学大学グリーンバーグ・ワールド・フェロー。

### 職歴
1998年からモルガン・スタンレー（日本法人）に勤務。2000年に、ラクーン勤務、その後2003年からは国際協力銀行  (JBIC) に勤務し、2006年からは国連児童基金 (UNICEF) のプログラムオフィサーとしてフィリピンに駐在、ストリートチルドレンの非公式教育に携わる。2009年、 インターナショナルスクール・オブ・アジア軽井沢設立準備財団（ISAK） 代表理事に就任。同校は2016年10月、ユナイテッド・ワールド・カレッジ国際理事会より最終承認を請け、世界で17校目、日本で初めてとなるUWC加盟校と成る。同校は80カ国以上から集まる生徒の7割に奨学金を給付している。

### 受賞歴ほか
- 2012年、世界経済フォーラム（ダボス会議）のYoung Global Leadersの1人に選出
- 2012年、日本政策投資銀行主催「女性新ビジネスプランコンペティション」にて 日経特別賞を受賞
- 2012年、アエラ「日本を立て直す100人」に選ばれる
- 2012年、日経ビジネス「次代を創る100人」に選ばれる
- 2013年、TEDxKyotoにスピーカーとして登壇
- 2013年、日経ビジネス主催「チェンジメーカー・オブ・ザ・イヤー2013」に選ばれる
- 2014年、日経ウーマン主催「日経ウーマン・オブ・ザ・イヤー2015大賞」に選ばれる
- 2020年、ユナイテッド・ワールド・カレッジ (UWC) 国際理事 就任
- 2016年、財界「経営者賞」受賞
- 2019年、Ernst & Young「EY アントレプレナー・オブ・ザ・イヤー 2019ジャパン 大賞」受賞

### 政府委員等
- 2015年10月より2016年8月まで内閣官房『教育再生実行会議』有識者メンバー
- 2016年1月より厚生労働省「働き方の未来2035：一人ひとりが輝くために」懇談会、有識者メンバー
- 2016年7月より長野県総合計画審議会委員
- 2016年7月より長野県教員育成協議会アドバイザー
- 2016年9月よりこれからの長野県教育を考える有識者懇談会委員

## テレビ出演
- 日経スペシャル カンブリア宮殿 教育で世界を変える！ ～ゼロから学校立ち上げた超異色39歳～（2014年10月23日、テレビ東京）[4]

## 書籍

### 著書
- 『不完全なリーダーが、意外と強い。 「チーム」だからこそ、できることがある』（2014年6月23日、KADOKAWA）ISBN 9784041014295
- 『世界に通じる「実行力」の育てかた はじめの一歩を踏み出そう』（2020年6月26日、日経BP 日本経済新聞出版本部）ISBN 9784532323189

### 関連書籍
- 『茶色のシマウマ、世界を変える 日本初の全寮制インターナショナル高校ISAKを作った小林りんの物語』（著者:石川拓治）（2016年3月26日、ダイヤモンド社）ISBN 9784478017647